# Zalesianka (dopływ Chodelki)
Zalesianka – struga III rzędu, prawy dopływ Chodelki o długości 7 km i 399,8 metrów. Płynie w całości na terenie województwa lubelskiego. Położona jest w zlewisku Morza Bałtyckiego, w dorzeczu Wisły.

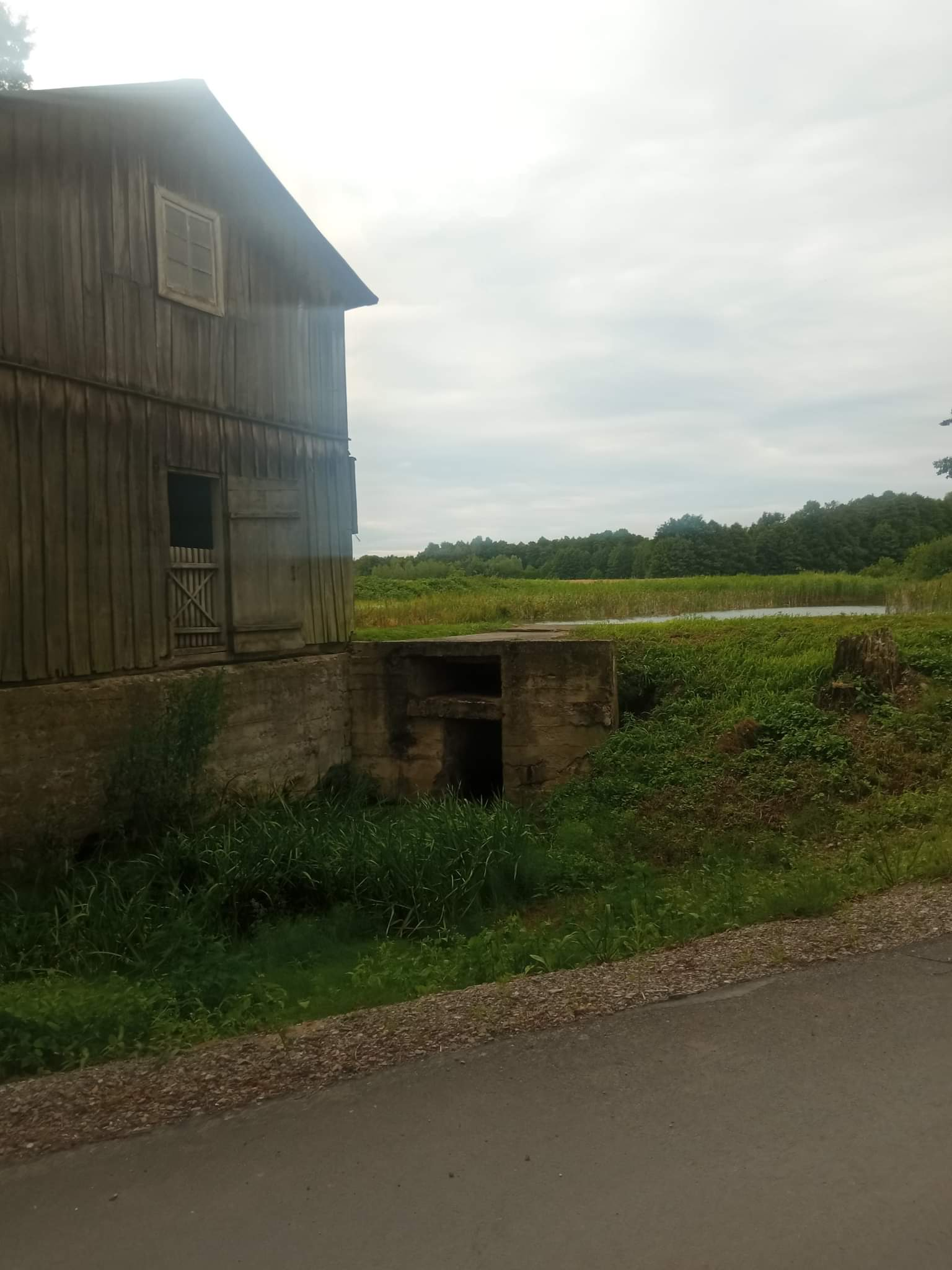
Stary Młyn na Zalesiance w Zalesiu (lipiec 2022)

## Przebieg
Rzeka wypływa z lasu we wsi Krężnica Okrągła i zaraz potem wpływa do wsi Zalesie, od której prawdopodobnie bierze swą nazwę. Następnie za w pobliżu miejscowości Skrzyniec-Kolonia skręca w prawo, przepływa przez dwa stawy oraz przyjmuje niewielki ciek ze Starych Wierzchowisk. Przepływa pod drogą Chodel – Borzechów i wpada do Chodelki w miejscowości Majdan Skrzyniecki.

## Miejscowości
Zalesianka przepływa przez wsie:
- Krężnica Okrągła
- Zalesie
- Wierzchowiska Dolne
- Skrzyniec-Kolonia
- Skrzyniec
- Majdan Skrzyniecki